# Jan Scheer
Jan Lars Christian Scheer (* 11. Februar 1975 in Bonn) ist ein deutscher Diplomat. Seit 2025 ist er deutscher Botschafter in Estland.

## Leben
Als Sohn des Diplomaten Hartmut Scheer (1941–2025) wuchs Jan Scheer unter anderem in Prag und Istanbul auf. Nach dem Abitur am St.-Gotthard-Gymnasium in Niederalteich und einem Zivildienst im Pflegebereich studierte er von 1995 bis 2000 an der Universität Passau Rechtswissenschaften mit Schwerpunkt Völker- und Europarecht. Im Rahmen seines Referendariats beim Oberlandesgericht München absolvierte er verschiedene Ausbildungsstationen, u. a. beim Büro der Vereinten Nationen für Weltraumfragen (UNOOSA) sowie an der Deutschen Botschaft in Tallinn, Estland. 2002 legte er das zweite Juristische Staatsexamen ab.
Scheer ist mit dem Fernsehjournalisten Florian Nusch verheiratet.

## Laufbahn
2003 trat Scheer in den höheren Auswärtigen Dienst ein. Von 2004 bis 2007 arbeitete er als Referent in der Wirtschaftsabteilung des Auswärtigen Amts und war Assistent des deutschen G8 Foreign Affairs Sous-Sherpas. 2007 wechselte Scheer an die Botschaft Pretoria, Südafrika, wo er als politischer Referent tätig war. 2010 wurde er zunächst persönlicher Referent von Staatssekretär Martin Biesel und später Referent im Ministerbüro unter Guido Westerwelle. Von 2014 bis 2017 war er stellvertretender Leiter des Personalreferats für den Höheren Dienst. 2017 wechselte er als Ständiger Vertreter des Botschafters und Leiter der Wirtschaftsabteilung an die Botschaft Bangkok, Thailand. 2021 übernahm Scheer die Leitung des Referats „Grundsatzfragen des Personalwesens und des Personalrechts“ im Auswärtigen Amt in Berlin. 2025 wurde ihm die Leitung der Deutschen Botschaft Tallinn (Estland) übertragen.